# Gul ekbredvecklare
Gul ekbredvecklare (Aleimma loeflingiana) är en fjärilsart som beskrevs av Carl von Linné 1758. Gul ekbredvecklare ingår i släktet Aleimma och familjen vecklare. Arten är reproducerande i Sverige. Inga underarter finns listade i Catalogue of Life.

## Bildgalleri

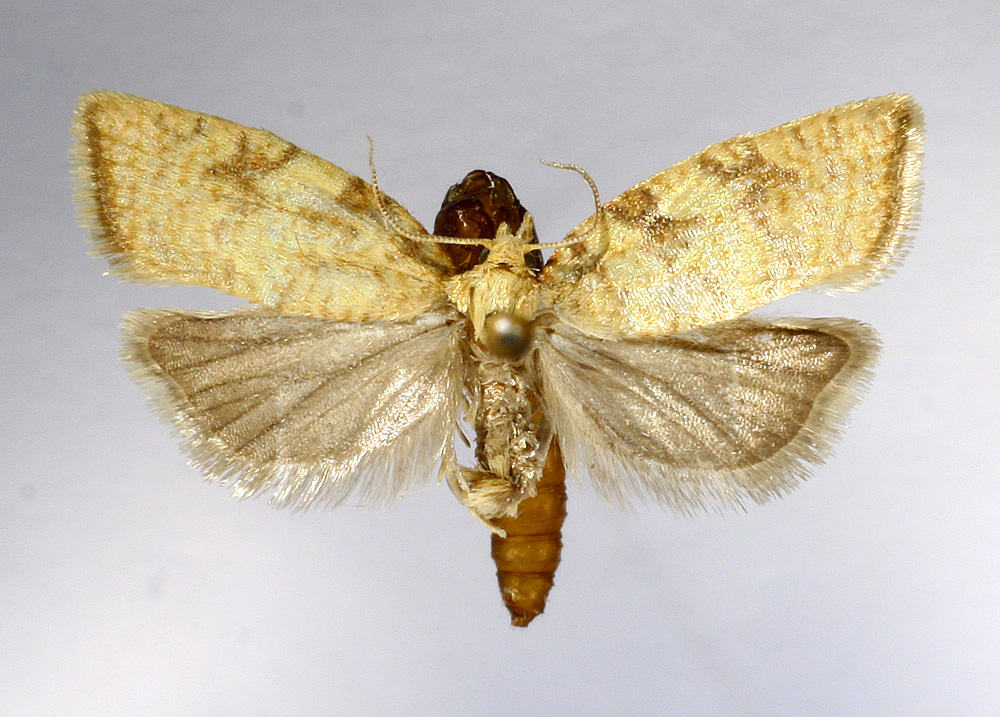
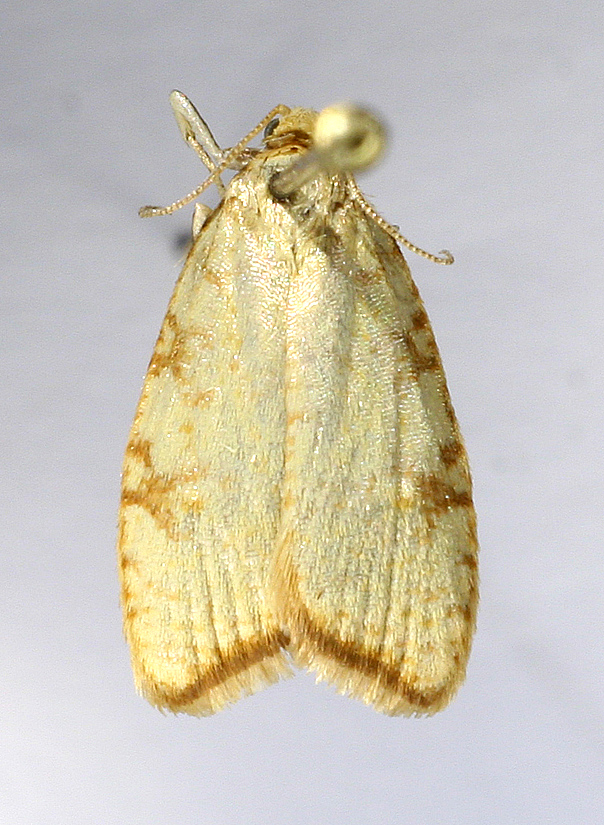
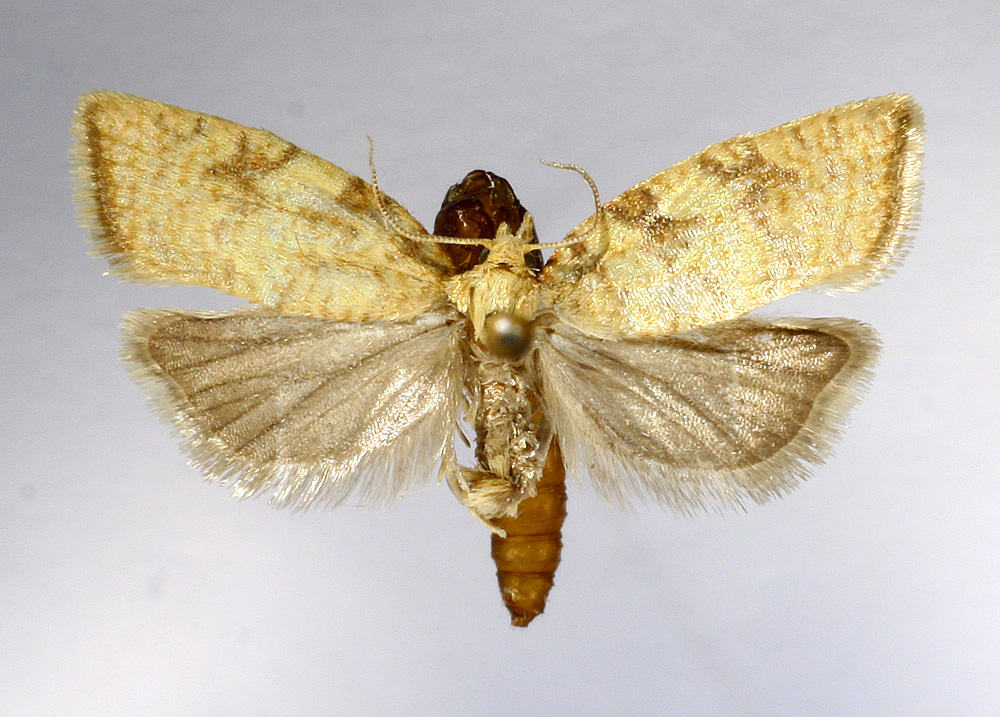